# جوش تومسون (متسابق بياثل)
جوش تومسون (بالإنجليزية: Josh Thompson)‏ هو متسابق بياثل أمريكي، ولد في 18 فبراير 1962 في لورانس في الولايات المتحدة.

## وصلات خارجية
- جوش تومسون على موقع أوليمبيديا (الإنجليزية)